# Roger Cruz
Roger Cruz (nascido Rogério da Cruz Kuroda; São Paulo,  22 de fevereiro de 1971) é um quadrinista brasileiro.

## Biografia
Cruz começou sua carreira profissional como letrista  do estúdio Art & Comics trabalhando para a Editora Abril, para a qual escreveu muitas traduções para o português de quadrinhos americanos; em seguida, trabalhou como escritor e assistente de arte para Mil Perigos, uma revista de quadrinhos em preto e branco de curta duração.
Quando o Art & Comics apresentou artistas brasileiros ao mercado americano de quadrinhos, Cruz teve a oportunidade de trabalhar como artista para a Marvel Comics nos títulos Ghost Rider, Hulk, Uncanny X-Men, X-Men Alpha, X-Patrol, Geração X, X-Caliber, X-Factor, X-Man, Avengers: Timeslide e Silver Surfer . Ele também trabalhou para a DC Comics, onde forneceu arte para uma edição da revista em quadrinhos Batman Chronicles.
No final da década de 1990, Cruz interrompeu o trabalho com quadrinhos e voltou ao Brasil, onde se tornou um dos fundadores e sócios do estúdio/escola de arte Fábrica de Quadrinhos (atual Quanta Academia de Artes). Cruz também trabalhou como designer de storyboard para agências de publicidade, designer de personagens para programas de TV e professor de arte, além de ministrar um curso de dois anos com palestras e workshops em universidades.
Ainda sócio da Fábrica de Quadrinhos, voltou a atuar no mercado americano, contribuindo com títulos da Top Cow Productions como The Darkness and Ascension e títulos da Marvel como X-Men, Wolverine e Magneto: Dark Seduction .
Em 1999 Cruz desistiu de seus projetos na Fábrica de Quadrinhos e voltou a trabalhar exclusivamente com quadrinhos. 
Em 2001 trabalhando com Lynx Studio (Romulo Soares) Roger Cruz fez 5 edição da revista 10th Muse (Image). 
Em 2002, negociado pela Art & Comics Studio, ilustrou edições da Mulher Maravilha .Em  2004, trabalhou para a Marvel mais uma vez, como artista em Amazing Fantasy e X-Men: First Class
A partir de 2010, Cruz passou a publicar trabalhos mais autorais como a trilogia Xampu, Quaisqualigundum (como roteirista; arte de Davi Calil), baseado em músicas de Adoniran Barbosa, A Irmandade Bege e Os Fabulosos, uma paródia dos X-Men.

## Premiações
Roger Cruz recebeu o Troféu HQ Mix de melhor Publicação Independente Edição Única (2015), por Quaisqualingundum e Publicação em Minissérie (2018), por Xampu